# نيكولاس والستاد
نيكولاس والستاد (بالنرويجية البوكمول: Nikolas Walstad)‏ هو لاعب كرة قدم نرويجي، ولد في 14 فبراير 1997.

## وصلات خارجية
- نيكولاس والستاد على موقع اتحاد النرويج (النرويجية)
- نيكولاس والستاد على موقع قاعدة بيانات كرة القدم.إي يو (الإنجليزية)